# Zachar Sorokin
Zachar Artiomowicz Sorokin (ros. Захар Артёмович Сорокин, ur. 4 marca?/17 marca 1917 w miejscowości Głubokoje w powiecie barnaulskim w guberni tomskiej (obecnie w rejonie karasuckim w obwodzie nowosybirskim), zm. 19 marca 1978 w Moskwie) – radziecki lotnik morski, kapitan, Bohater Związku Radzieckiego (1944).

## Życiorys
Urodził się w rodzinie robotniczej. W latach 20. XX w. wraz z rodziną przeniósł się do Tichoriecka, gdzie skończył 7 klas i szkołę uniwersytetu fabryczno-zawodowego, po czym pracował jako pomocnik maszynisty parowozu i jednocześnie uczył się w aeroklubie. Od 1937 służył we Flocie Wojskowo-Morskiej, w 1939 ukończył wojskowo-morską szkołę lotniczą w Jejsku, po czym został pilotem w 72 mieszanym lotniczym pułku Sił Powietrznych Floty Czarnomorskiej w Sewastopolu. Od 22 czerwca 1941 uczestniczył w wojnie z Niemcami, osłaniając myśliwcem MiG-3 okręty Floty Czarnomorskiej przed nalotami wrogiego lotnictwa. W lipcu 1941 wraz z innymi lotnikami pochodzącymi z Syberii został przeniesiony do lotnictwa Floty Północnej. Służył w eskadrze Borisa Safonowa. Swoje pierwsze zwycięstwo odniósł 19 lipca 1941. Od 18 października 1941 był zastępcą dowódcy eskadry, 25 października w walce powietrznej został zestrzelony i ranny, po czym zdołał wylądować awaryjnie w tundrze. Następnie przez cztery doby pieszo szedł do swoich w polarnej tundrze, doznając silnych odmrożeń nóg. Po amputacji był leczony w szpitalu w Kirowie. W marcu 1943 powrócił do służby w swoim pułku, został szturmanem (nawigatorem) 2 gwardyjskiego pułku lotnictwa myśliwskiego 6 Dywizji Lotnictwa Myśliwskiego Sił Powietrznych Floty Północnej i otrzymał stopień kapitana. W 1943 przyjęto go do WKP(b). Za wykonanie (do lipca 1944) 103 lotów bojowych, stoczenie 19 walk powietrznych i strącenie 11 samolotów wroga, a uszkodzenie jednego, otrzymał tytuł Bohatera Związku Radzieckiego. W grudniu 1944 został skierowany do Floty Czarnomorskiej jako szturman 11 gwardyjskiego pułku lotnictwa myśliwskiego. Łącznie podczas wojny z Niemcami wykonał 267 lotów bojowych i strącił 18 samolotów wroga. W czerwcu 1945 zwolniono go ze służby z powodu inwalidztwa. W 1952 ponownie powołano go do armii jako oficera Sił Powietrznych Floty Czarnomorskiej, a w 1955 nawigator punktu dowódczego 614 pułku lotnictwa myśliwskiego Sił Powietrznych Floty Północnej, w tym samym roku został zwolniony ze służby. Pracował w Sowieckim Komitecie Weteranów Wojny, był członkiem Związku Dziennikarzy ZSRR, publikował eseje i artykuły i napisał 15 książek. Został pochowany na Cmentarzu Kuncewskim.

## Odznaczenia
- Złota Gwiazda Bohatera Związku Radzieckiego (19 sierpnia 1944)
- Order Lenina (19 sierpnia 1944)
- Order Czerwonego Sztandaru (trzykrotnie, 17 września 1941, 2 kwietnia 1943 i 12 czerwca 1943)
- Order Imperium Brytyjskiego (Wielka Brytania, 1943)

I medale.